# Folgefonna
Il Folgefonna è il terzo ghiacciaio della Norvegia per estensione ed è costituito da tre ghiacciai separati, il Nordre (settentrionale) Folgefonna (26 km²), il Midtre (centrale) Folgefonna (11 km²) e il Søndre (meridionale) Folgefonna (167 km²), tutti situati nella contea di Vestland.

## Etimologia
Il toponimo Folgefonna è la composizione del termine folge ("strato sottile di neve") con il sostantivo fonn ("massa di neve" o "ghiacciaio di neve") e il suffisso a (che funge da articolo determinativo).

## Descrizione

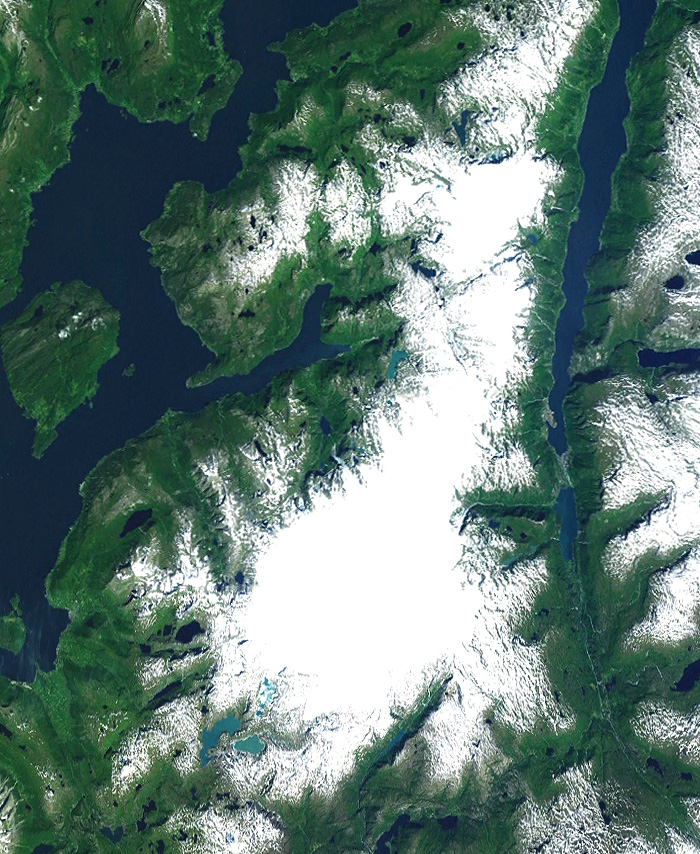
Vista satellitare del Folgefonna.

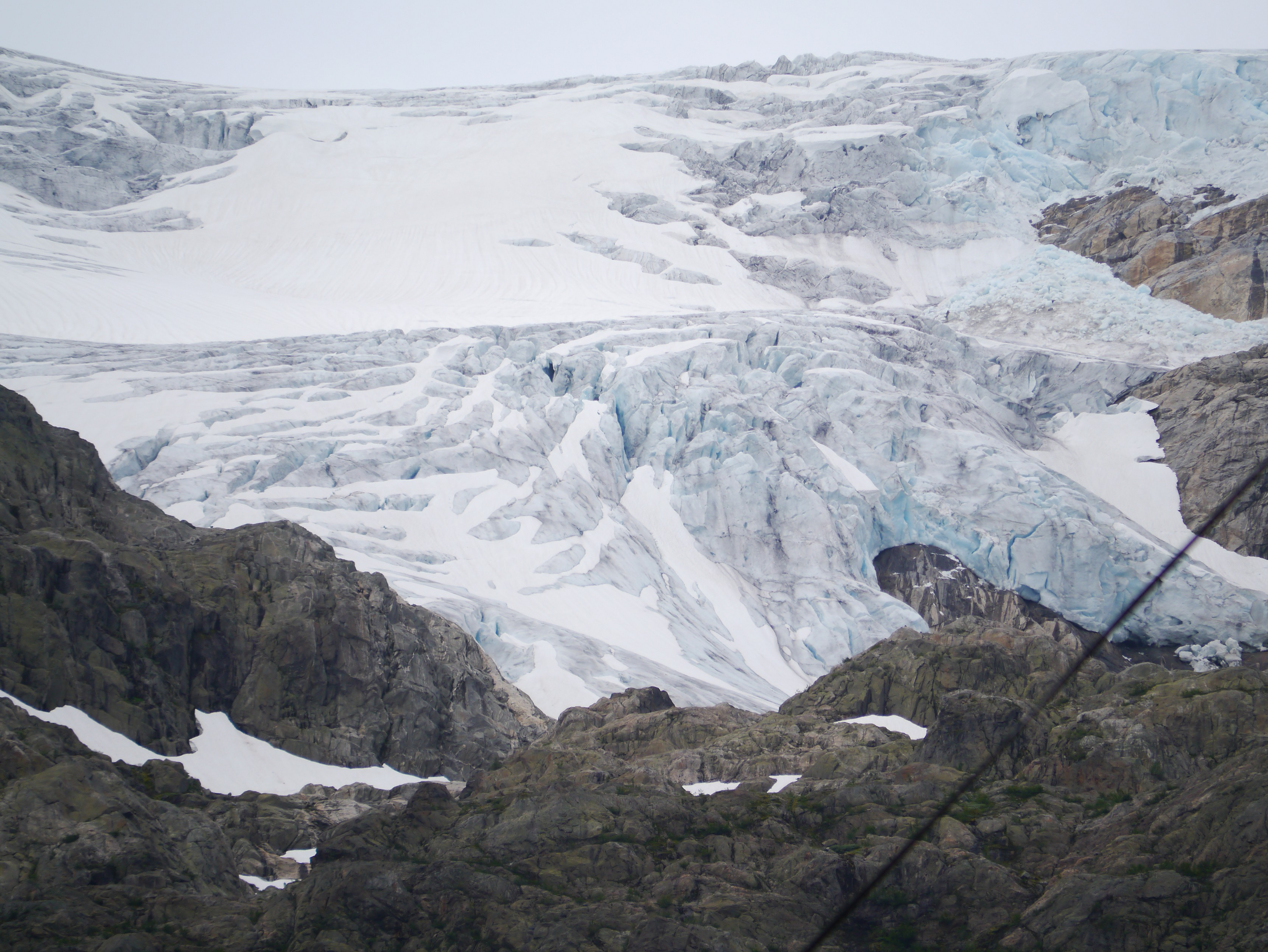
Il termine del ghiacciaio nel 2012.

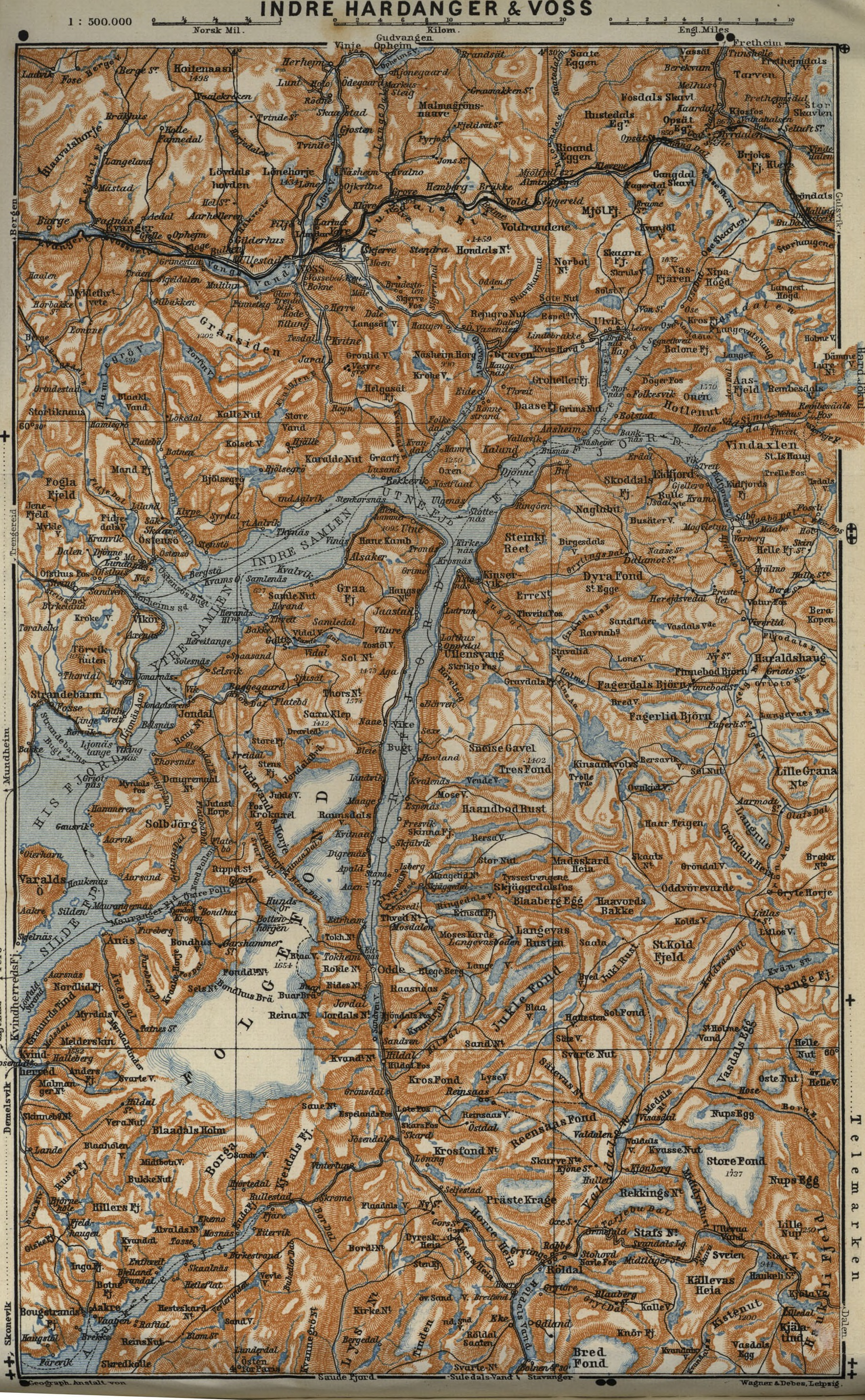
Il Folgefonna in una stampa del 1909.

Il ghiacciaio è formato da tre blocchi principali, ciascuno separato dall'altro da profonde vallate, ed è localizzato nella parte sud-orientale della penisola di Folgefonna, delimitato dai fiordi Hardangerfjord e Sørfjorden, nella parte occidentale dell'Hardanger, compreso nei territori comunali di Jondal, Ullensvang, Odda, Etne e Kvinnherad. La massa glaciale si dirama nelle vallate vicine per mezzo di diversi bracci del ghiacciaio tra cui il Bondhusbreen, il Buarbreen e il Blomstølskardsbreen.
Il punto più alto del ghiacciaio è variato nel corso del tempo, per via della normale variazione di spessore. Nel 2013 il picco più alto è stato di 1662 m, con uno spessore massimo di 400 m, nella parte settentrionale del Søndre Folgefonna, ad est del rifugio Fonnabu.
Nel 2005 un parco nazionale di 720 km² è stato istituito a tutela del ghiacciaio e delle aree circostanti. Cinque fiumi sono stati regolamentati con protezione permanente: Æneselva, Furebergselva, Hattebergselva, Mosneselva e Opo.
Il monitoraggio del ghiacciaio è iniziato a partire dagli anni '60. Il Blomstølskardbreen a sud risulta prevalentemente stabile rispetto alle masse di ghiaccio a nord: Buarbreen e Bondhusbreen hanno avuto un periodo di crescita negli anni '90 per poi subire una rapida ritirata al volgere del millennio.
Il ghiacciaio è una rinomata destinazione turistica, sia per lo sci che per la possibilità di effettuare escursioni sul ghiacciaio Buarbreen.
L'altopiano sottostante il ghiacciaio è attraversato da una galleria stradale (il Tunnel Folgefonn) lunga 11 150 m che collega Odda con Kvinnherad.